# Чемпіонат світу з трекових велоперегонів 2015 — скретч (жінки)
Змагання зі скретчу серед жінок на Чемпіонаті світу з трекових велоперегонів 2015 відбулись 21 лютого.

## Результати
Заїзд розпочавсь о 19:10.
| Місце | Ім'я                 | Країна          | Кола відставання |
| ----- | -------------------- | --------------- | ---------------- |
| 1     | Кірстен Вілд         | Нідерланди      |                  |
| 2     | Емі Кюр              | Австралія       |                  |
| 3     | Еллісон Беверидж     | Канада          |                  |
| 4     | Лісбет Салазар       | Мексика         |                  |
| 5     | Альжбета Павлендова  | Словаччина      |                  |
| 6     | Анналіза Кучінотта   | Італія          |                  |
| 7     | Келлі Дрютс          | Бельгія         |                  |
| 8     | Кімберлі Ґейст       | США             |                  |
| 9     | Дженні Сальседо      | Колумбія        |                  |
| 10    | Гудрун Шток          | Німеччина       |                  |
| 11    | Тетяна Клімченко     | Україна         |                  |
| 12    | Рашлі Бюкенен        | Нова Зеландія   |                  |
| 13    | Євгенія Романюта     | Росія           |                  |
| 14    | Ян Цянью             | Гонконг         |                  |
| 15    | Ярміла Махачова      | Чехія           |                  |
| 16    | Катаржина Павловська | Польща          |                  |
| 17    | Елінор Баркер        | Велика Британія |                  |
| 18    | Сара Феррара         | Фінляндія       |                  |
| 19    | Керолайн Раян        | Ірландія        |                  |
| 20    | Мароеська Матті      | ПАР             |                  |
| 21    | Марина Шмаянкова     | Білорусь        |                  |
|       | Паскаль Желан        | Франція         | REL              |
|       | Юмарі Гонсалес       | Куба            | DNF              |
|       | Шейла Гутьєррес      | Іспанія         | DNF              |